# Gonatocerus inaequalis
Gonatocerus inaequalis är en stekelart som beskrevs av Debauche 1949. Gonatocerus inaequalis ingår i släktet Gonatocerus och familjen dvärgsteklar. Inga underarter finns listade i Catalogue of Life.